# Base aerea di Sigonella
L'aeroporto "Cosimo Di Palma" di Sigonella è un aeroporto militare dell'Aeronautica Militare Italiana. È situato in Sicilia, tra il libero consorzio comunale di Siracusa, nella contrada Sigonella di Lentini, e la città metropolitana di Catania, con il suo comune capoluogo e i confinanti Belpasso e Motta Sant'Anastasia. L'aeroporto di Sigonella è sede del 41º Stormo AntiSom, l'11º Reparto manutenzione velivoli ed il 61º Gruppo Volo. All'interno vi è anche la sede dello Squadrone eliportato carabinieri cacciatori "Sicilia".
Il Comando Aeroporto di Sigonella gerarchicamente dipende dal Comando forze mobilità e supporto (CFMS) del Comando Squadra Aerea/1^ Regione Aerea di Milano.
La base aerea ospita, inoltre, la Naval Air Station Sigonella (abbreviata in NAS Sigonella o NASSIG) della Aviazione di marina statunitense ed è utilizzata anche per operazioni della NATO, ed è sede del "Comando Alliance Ground Surveillance" (NAGSF). Il sedime ospita anche assetti di Eunavfor Med Irini. Il NAS statunitense si trova nella parte ovest della grossa struttura aeroportuale, nella cui parte est ha sede, invece, il 41º Stormo AntiSom.
L'aeroporto dispone di due piste parallele e in comune: la 10L/28R (2442 x 30m) e la 10R/28L (2462 x 45m). L'aeroporto è gestito dall'Aeronautica Militare italiana ed è classificato come MOB (Main Operating Base) del primo gruppo e come tale effettua esclusivamente attività militari, non essendo aperto al traffico commerciale. Si tratta del secondo aeroporto militare più trafficato d'Europa.

## Storia

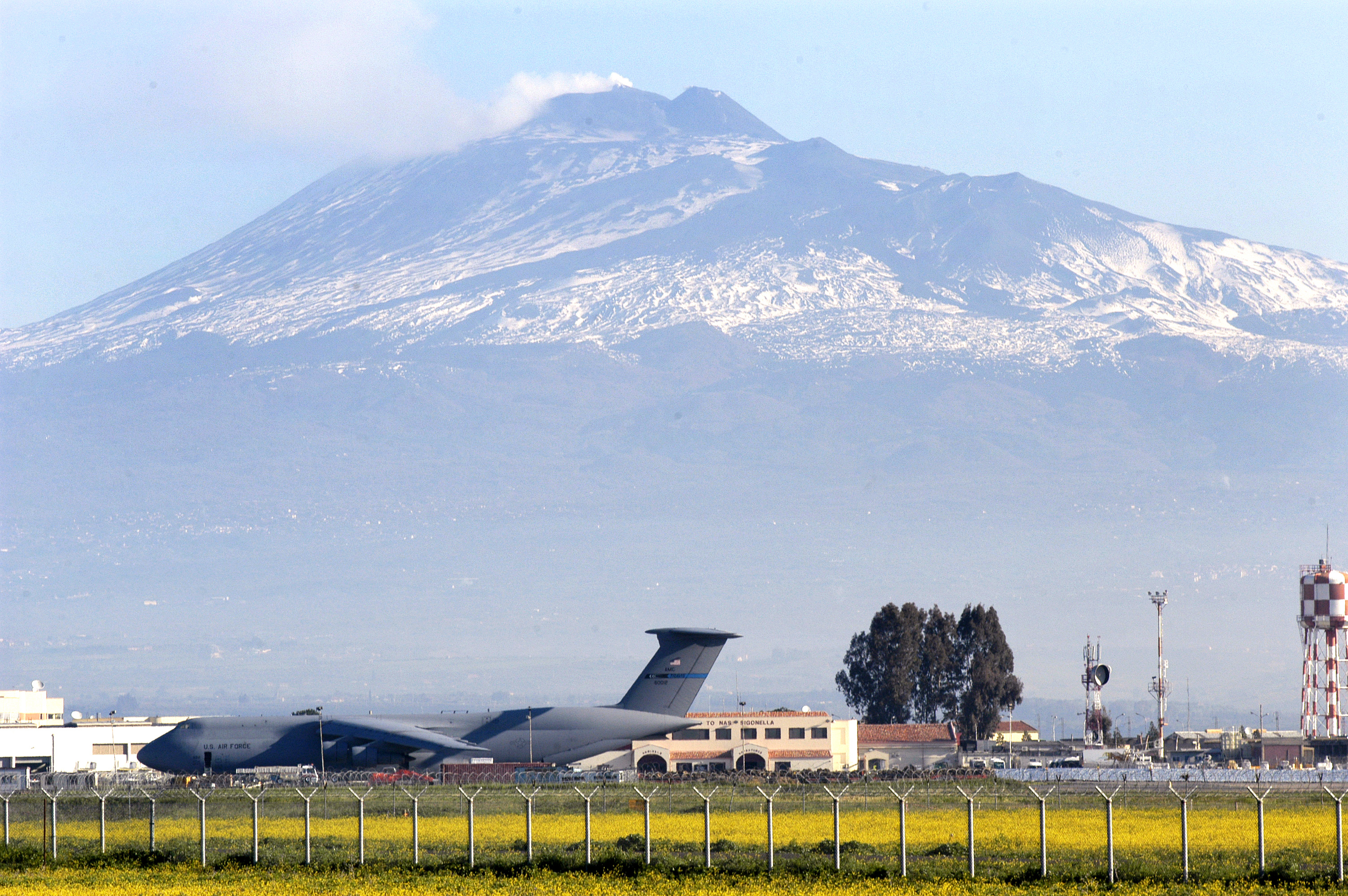
Il campo di volo nel 2003, con sullo sfondo l'Etna

Il primo campo di volo a Sigonella fu costituito durante la seconda guerra mondiale dalla Regia Aeronautica, come pista satellite della base aerea di Gerbini.
La stazione fu concepita nei primi anni 1950, quando i piani per dare alloggio agli aerei antisommergibile P-2 Neptune della US Navy, che in precedenza si trovavano a Hal Far, nell'isola di Malta, cominciarono a evidenziare la necessità di maggiori spazi.
Quando divenne evidente la carenza di spazi a Malta, la U.S. Navy chiese l'appoggio della NATO per utilizzare una base in Sicilia.

### La realizzazione della base
L'Italia concesse il territorio, allora sedime militare dell'Aeronautica Militare, sotto un accordo temporaneo firmato il 25 giugno 1957.
La costruzione dell'area amministrativa statunitense della NAF I venne cominciata nel 1958. 
La base, classificata come "United States Naval Air Facility (NAF) Sigonella", venne stabilita il 15 giugno 1959; avendo come ufficiale in capo il capitano Walter J. Frazier. Verso la fine di agosto 1959 l'aeroporto NAF II era disponibile per il volo diurno (sotto le regole del volo a vista) (VFR) e si registrarono 24 voli il 31 agosto.
Uno dei primi edifici di Sigonella era quello che attualmente ospita la sede locale dello American Forces Network. Nel 1958, lo stesso edificio era adibito a luogo di controllo della derattizzazione e del controllo di altri animali e insetti nocivi per la salute umana: all'epoca era ancora diffusa la malaria nella zona, al punto che i dipendenti italiani della base (oggi circa 800), ricevevano un'apposita indennità.

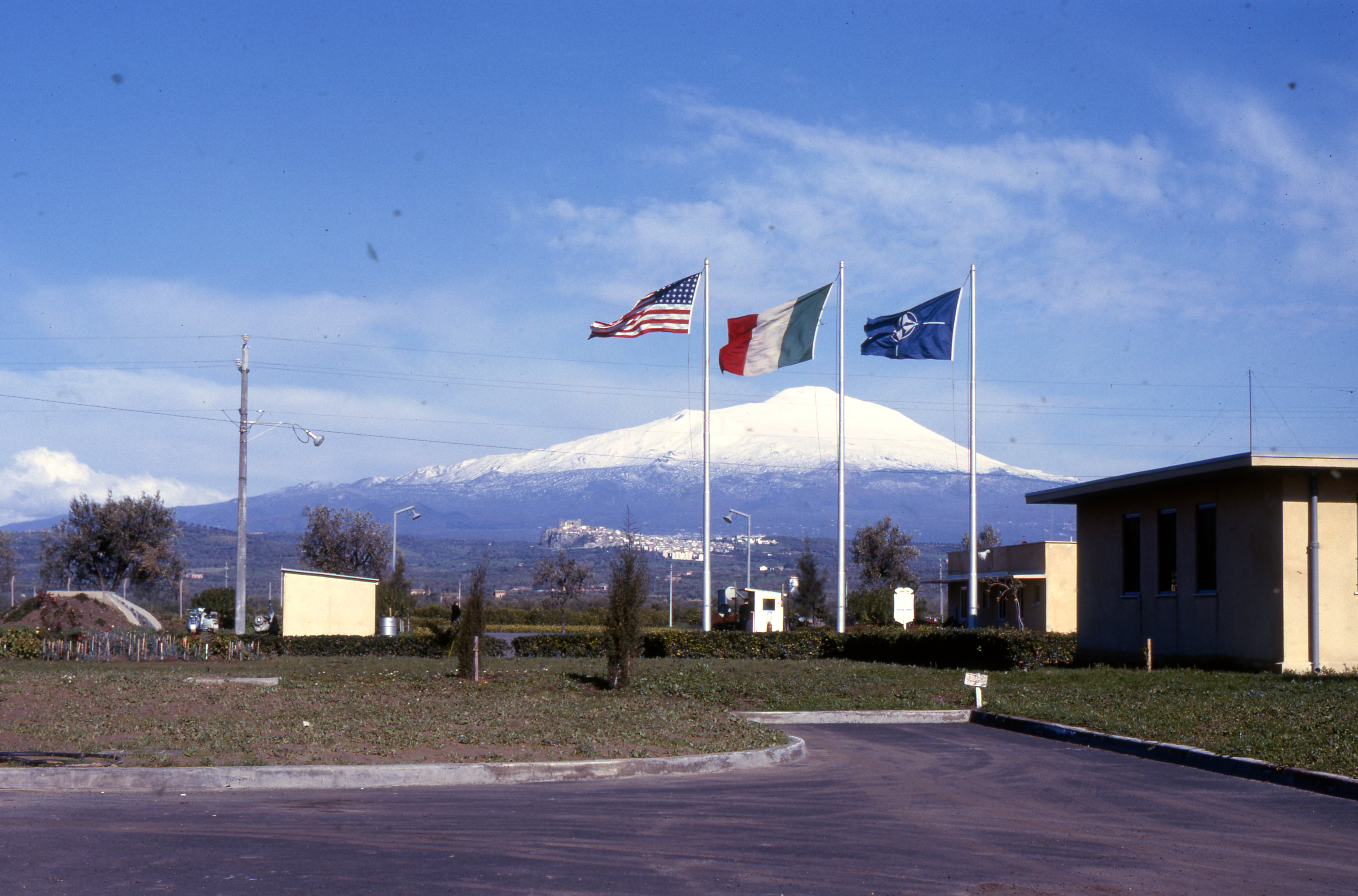
Vista della base nel 1962

A causa della sua particolare posizione compresa tra i fiumi Dittaino a nord e Gornalunga a sud, la base è da sempre soggetta al rischio di inondazioni. La prima inondazione di Sigonella avvenne nel settembre del 1959. Il ponte Dittaino che univa la NAF I e la NAF II si trovava sotto circa due metri d'acqua il 20 settembre dello stesso anno. Tutto il traffico dovette essere deviato attraverso Catania.
Intanto il 1º ottobre 1965, con disposizione dello stato maggiore dell'Aeronautica Militare venne ricostituito il 41º Stormo Antisom, il cui 87º Gruppo Antisom venne ubicato a Sigonella, raggiunto nel 1971 anche dall'88º Gruppo Antisom.
Nel 1980 la base NAF venne riclassificata come Naval Air Station dell'U.S. Navy; l'attuazione della "doppia decisione" - durante la crisi degli euromissili - comportò che fosse dislocata, al suo interno, parte della dotazione dei missili Cruise che erano in via definitiva programmati per la base di Comiso.
Nel 1983 l'aeroporto militare fu battezzato e intitolato al Capitano Pilota M.o.v.m. Cosimo Di Palma.

### Crisi Italia-USA del 1985
Nell'ottobre del 1985, durante la presidenza di Ronald Reagan, tra gli Stati Uniti d'America e il governo italiano guidato da Bettino Craxi, ebbe luogo una grave crisi politico-militare, riguardante un aereo di linea egiziano con a bordo il terrorista palestinese Abu Abbas e un gruppo di altri quattro terroristi, che avevano sequestrato e poi rilasciato la nave crociera italiana Achille Lauro (dopo aver liberato tutti i passeggeri della nave ad eccezione di Leon Klinghoffer, affetto da paraplegia, di religione ebraica, con passaporto statunitense, che era stato trucidato). Questi avevano ottenuto un aereo e un salvacondotto dal governo egiziano, garantendogli il trasferimento a Tunisi, dove allora aveva sede l'OLP.
Tuttavia l'aereo di linea egiziano venne dirottato da caccia della United States Naval Aviation e costretto ad atterrare nella vicina base aerea di Sigonella.
Appena atterrato, su ordine del comandante dell'aeroporto, il colonnello pilota Ercolano Annicchiarico, l'aereo egiziano venne circondato da avieri della "Vigilanza Aeronautica Militare" (VAM), la sicurezza dell'Aeronautica Militare Italiana e da alcuni carabinieri in servizio nella base. Poco dopo, un forte contingente di soldati americani della Delta Force, appena sbarcati da un velivolo atterrato poco dopo (senza notifica alle autorità italiane), circondò a sua volta i militari italiani che presidiavano il velivolo egiziano, esigendo con la minaccia delle armi, su territorio italiano, la consegna immediata dei terroristi alle autorità statunitensi.
Informato della situazione, Bettino Craxi si oppose, e ordinò ai VAM in forza alla base e ai carabinieri presenti nella base e a quelli appena arrivati di rinforzo da Catania di circondare a loro volta le forze speciali statunitensi, esigendo la partenza immediata dell'aereo, che avvenne poco dopo. Ne seguì una delle più aspre crisi nelle relazioni Italia-Stati Uniti del dopoguerra.
I terroristi furono presi in consegna dalle autorità italiane (e vennero rinchiusi in carcere a Siracusa), mentre Abu Abbas fu trasferito a Roma, e successivamente liberato e fatto partire con un volo ad hoc. Abbas fu anni dopo catturato dagli Stati Uniti, in Iraq nel 2003, e morì poco dopo, sotto custodia statunitense.

### Deposito logistico Usa nel Mediterraneo
Nel 2002 al 41º Stormo Antisom dell'AMI è stato aggiunto l'86º gruppo Antisom.

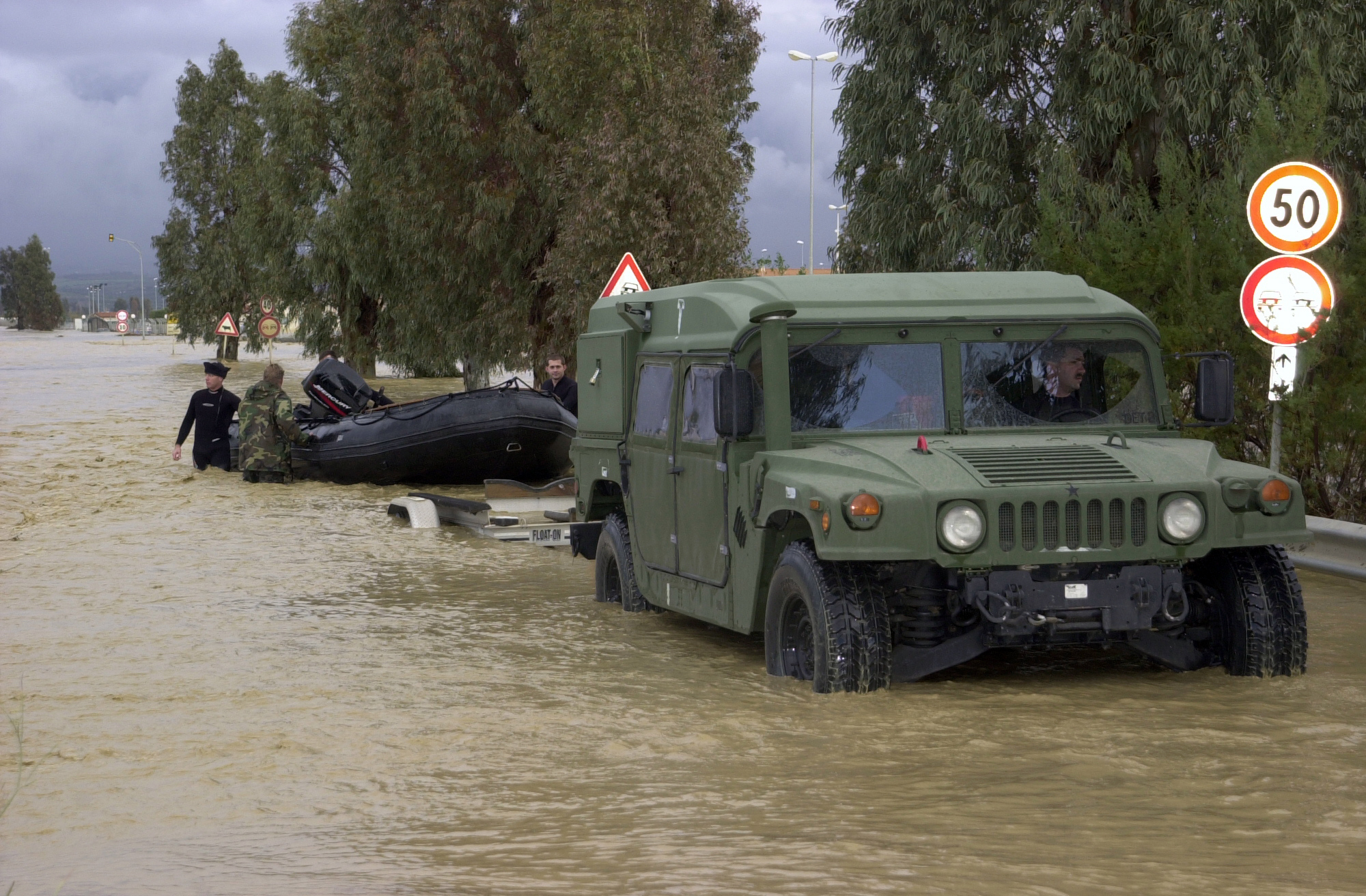
L'alluvione del 14 dicembre 2005

Il 1º aprile 2004, la Defense Logistics Agency (DLA) USA istituì il "deposito della Difesa" Sigonella nell'area NAS II, per servire come base di rifornimento per il Mediterraneo. È divenuta la più attrezzata base logistica USA in appoggio alla 6ª Flotta americana nel Mediterraneo. La DLA fornisce anche il carburante e il deposito di proprietà della NAS II.
Sigonella ha subito una seconda pesante inondazione per via degli straripamenti del Dittaino e del Gornalunga, dopo quella del 1959, nel dicembre del 2005, quando dovettero essere evacuati 200 effettivi con le loro famiglie dalla vicina area residenziale del villaggio I Marinai. A causa dell'alluvione la base di NAS II restò non operativa per un paio di giorni, il tempo necessario per riattivare le forniture essenziali e sgombrare gran parte del fango dalle strade interne e dalle piste.
È stato poi realizzato un complesso ricettivo di nome "MWR", comprendente un centro commerciale ("NEX") e varie strutture ricettive tra cui un campo sportivo e un bowling nonché vari ristoranti, il tutto accessibile anche al pubblico civile oltre che a quello militare.
Nel 2020 è stato trasferito dall'Egitto a Sigonella un biolaboratorio chiamato NAMRU-3 che si occupa di virus e batteri e gestito dalla Marina degli Stati Uniti previa autorizzazione del Governo Italiano.
Con lo scoppio della guerra russo-Ucraina la base di Sigonella ha assunto un ruolo centrale nel controllo delle vicende belliche sul Mar Nero. È accertata la presenza di un drone statunitense partito da questa base durante l’affondamento dell’incrociatore russo Moskva. La base ha un ruolo attivo anche nella guerra di Israele contro Hamas.

## Composizione base dell'Aeronautica Militare italiana

Il distintivo del 41º Stormo dell'AMI

La base dell'Aeronautica Militare, intitolata al capitano pilota Cosimo Di Palma, Medaglia d'oro al V.M., è sede del 41º Stormo AntiSom "Athos Ammannato", con l'88º Gruppo Volo (con equipaggi misti Aeronautica-Marina Militare) e l'86 °C.A.E. (centro addestramento equipaggi) con velivoli ATR P-72A. È inoltre sede dell'11º Reparto manutenzione velivoli, nonché del 304° S.T.D.I. e del 61º Gruppo Volo. Gerarchicamente dipende dal Comando Forze Supporto e Speciali dell’AMI.
Dal 5 novembre al 5 dicembre 2012 l'aeroporto è stato aperto anche al traffico civile, in seguito alla momentanea chiusura per lavori del vicino aeroporto di Catania-Fontanarossa.
Dal 31 dicembre 2013, il 41º Stormo ha subito un'ulteriore trasformazione dando vita al Comando Aeroporto di Sigonella, ma mantenendo sotto la propria dipendenza le Unità Operative della Base Area, Gruppi Volo e Manutenzione.
Nel 2017 è stato ricostituito nella base il 61º Gruppo Volo dell’Aeronautica Militare, dotato di velivoli a pilotaggio remoto MQ1-C (Predator A+), dipendente gerarchicamente dal 32º Stormo e logisticamente dal comando aeroporto.

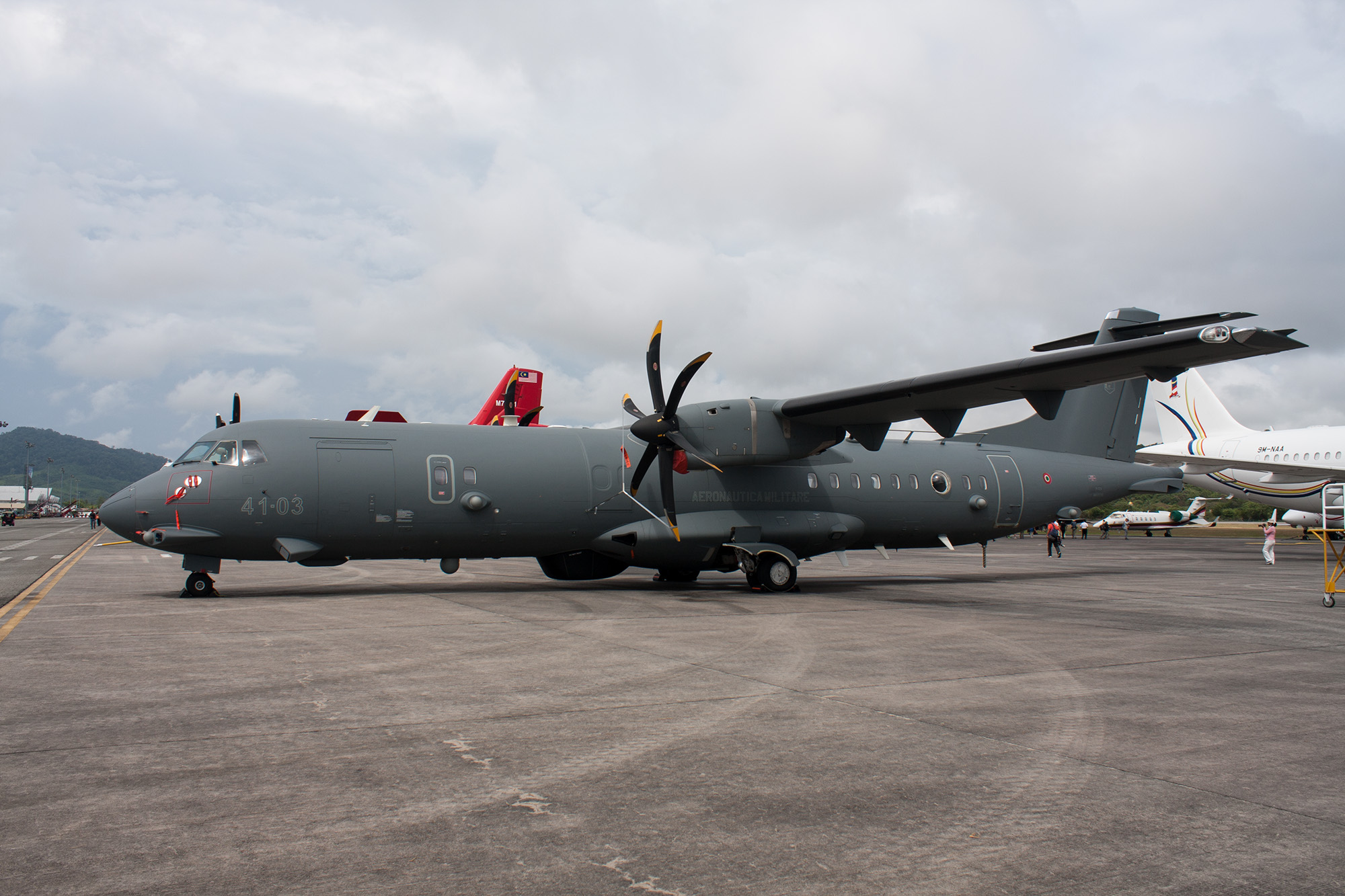
Un ATR P-72A del 41º Stormo

### Reparti
- Comando aeroporto di Sigonella
- 41º Stormo A/S
  - 88º Gruppo AntiSom (alle dipendenze operative dell'Aviazione Navale)
  - 86º Gruppo CAE (Centro addestramento equipaggi)
  - 941º Gruppo efficienza aeromobili
  - 441º Gruppo servizi tecnici operativi
  - 541º Gruppo servizi logistici operativi
  - Gruppo protezione delle forze
- 11º Reparto manutenzione velivoli
- 304º Servizio tecnico distaccato infrastrutture
- 61º Gruppo di volo Predator (alle dipendenze operative del 32º Stormo)
- Nucleo Iniziale di Formazione del Reparto Supporto Nazionale dell’Alliance Ground Surveillance NATO
- Compagnia Carabinieri per l’Aeronautica Militare
- 215º Nucleo Sicurezza
- Squadriglia Telecomunicazioni/Nucleo Distaccato Ponti Radio
- Sezione Valutazione Analisi Antisom (SVAAS) della Marina Militare
- Squadrone eliportato carabinieri Sicilia

Dal 13 maggio 2017 ha sede presso l'aeroporto lo Squadrone eliportato carabinieri cacciatori "Sicilia", un'unità speciale dell'Arma dei Carabinieri, creata per la ricerca dei grandi latitanti di Cosa Nostra e per la prevenzione e repressione dei reati in aree rurali e montane.

### Comandanti
Comandanti dell'aeroporto e dello stormo:
- Colonnello pilota Claudio Salerno (1999 - agosto 2002)
- Colonnello pilota Giorgio Francesco Russo (agosto 2002 - luglio 2005)
- Colonnello pilota Antonio Di Fiore (luglio 2005 - dicembre 2008)
- Colonnello pilota Luca Tonello (dicembre 2008 - giugno 2011)
- Colonnello pilota Antonio Missaglia (giugno 2011-settembre 2013)
- Colonnello pilota Vincenzo Sicuso (settembre 2013-ottobre 2015)
- Colonnello pilota Federico Fedele (ottobre 2015-ottobre 2017)[16]
- Colonnello pilota Francesco Frare (ottobre 2017 - novembre 2018)[17]
- Colonnello pilota Gianluca Chiriatti (novembre 2018 - settembre 2020)[18]
- Colonnello pilota Howard Lee Rivera (settembre 2020 - settembre 2022)[19]
- Colonnello pilota Emanuele Di Francesco (settembre 2022 - in carica)[20]

## Composizione NAS dell'U.S. Navy

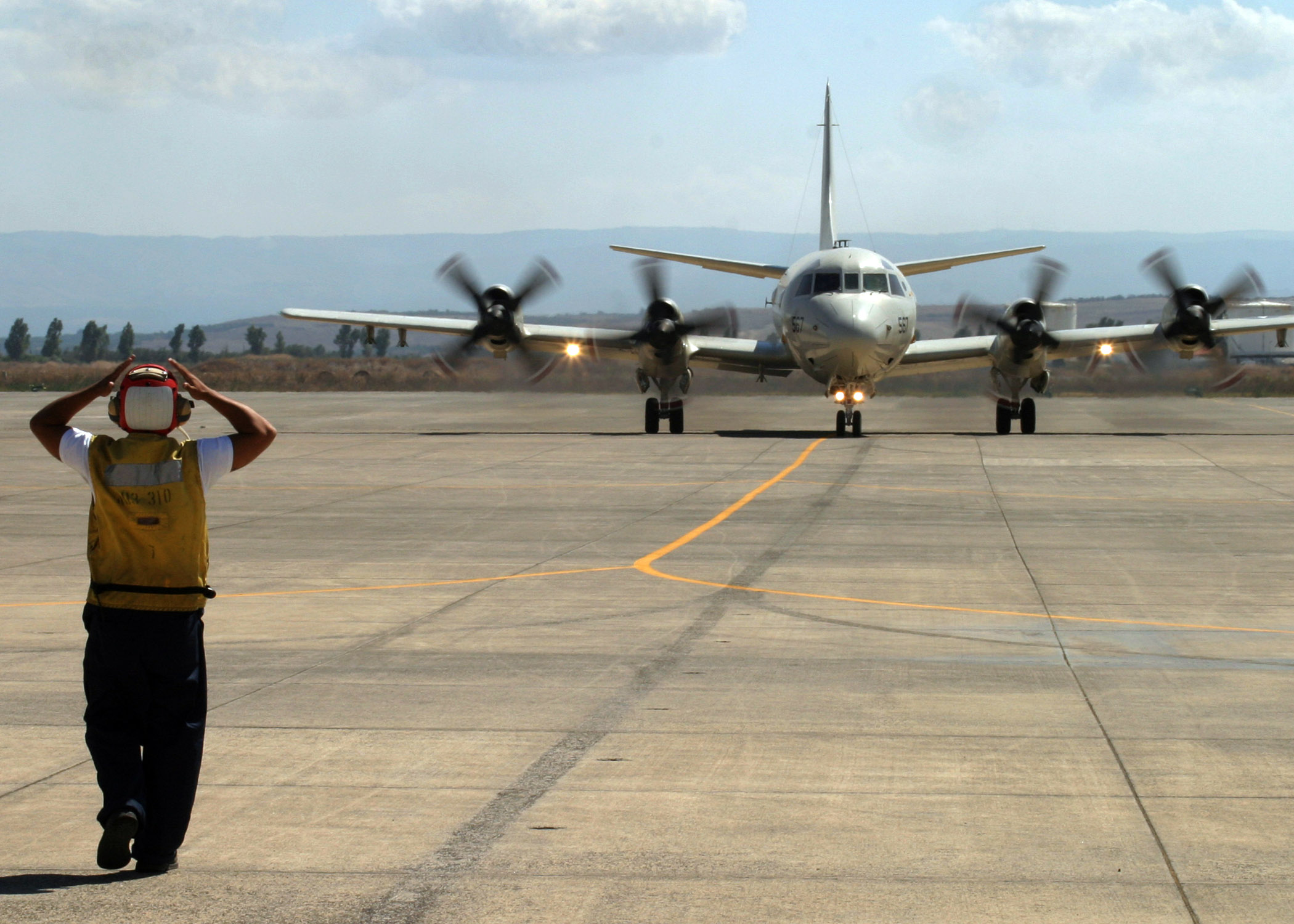
La pista

La componente statunitense (la Naval air station dell'U.S. Navy) si compone di due sezioni denominate NAS I, ricadente nel territorio di Motta Sant'Anastasia, e NAS II, ricadente nella zona di confine dei restanti tre comuni, a circa 16 km a ovest della città di Catania e a 39 km a sud del monte Etna.
- NAS I: ha sede la parte più propriamente amministrativa della NAS, assieme alle scuole, l'ospedale, la stazione radiotelevisiva e le attività ricreative (centro commerciale, cinema-teatro, ristoranti, cappella interreligiosa, campi sportivi).
- NAS II: vi sono i restanti uffici, i grossi magazzini merci, i reparti operativi e altre attività ricreative minori (bar, clinica medica) ha sede nell'aeroporto. Da essa dipendono alcuni distaccamenti, tra i quali il più importante è quello situato vicino a Niscemi, ove ha sede la Stazione di trasmissione radio navale (Naval Radio Transmitter Facility Niscemi o NRTF Niscemi), punto nevralgico per le comunicazioni radio della US Navy con tutte le proprie unità marine, terrestri e aeree nella zona del Mediterraneo.

Dal momento che si trova vicino al centro geografico del mar Mediterraneo, l'aeroporto, soprannominato The hub of the Med, si trova in una posizione strategica per sostenere le operazioni intraprese dalla Sesta Flotta della U.S. Navy, e da altre unità militari degli U.S.A. e della NATO nel Mediterraneo.

### Comandante NAS
Dall'aprile 2022 Il comandante della NAS statunitense è il capitano di vascello dell'U.S. Navy Aaron Shoemaker.

### Velivoli U.S. operanti

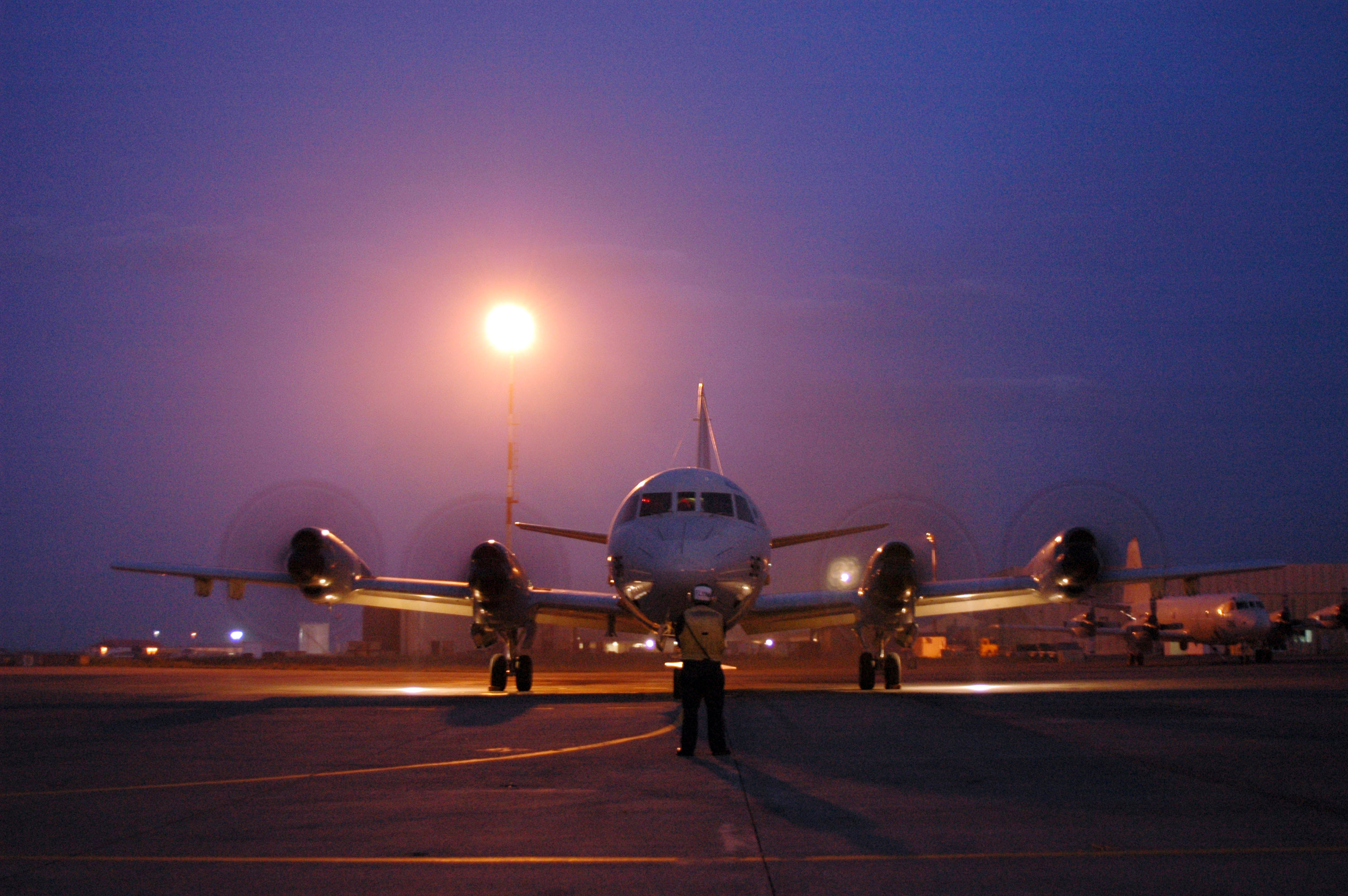
Un P-3C Orion a Sigonella

Tra gli aeromobili che volano da questa base insulare vi sono UAV Reaper, aerei da trasporto dell'USAF, aerei da rifornimento in volo e aerei-spia U-2. Più specificamente navali sono i P-3 Orion e il nuovo Boeing P-8 Poseidon (pattugliamento marittimo e anti-sommergibile) mentre, fino al 2006, erano presenti gli elicotteri navalizzati MH-53E "Sea Dragon" appartenentj all'Helicopter Combat Support Squadron 4 "Black Stallion" della U.S. Navy; nel 2006, quest'ultimo reparto venne ridispiegato nella base di Norfolk in Virginia e poi sciolto nel 2007. È uno dei punti di sosta più frequentemente adoperati dagli aerei da trasporto militare degli Stati Uniti, nella rotta tra il Continente degli Stati Uniti (CONUS), Sudovest dell'Asia e Oceano Indiano.
Attualmente ospita:
- Uno Squadrone di pattugliamento marittimo a rotazione (Patrol Squadron)
- 324th Expeditionary Reconnaissance Squadron
- 397th Bombardment Squadron (U.S. Air Force)

### Altri reparti Usa operanti
Nella NAS inoltre operano:
- una Stazione di computer e Telecomunicazioni navale:[22] Naval Computer and Telecommunications Station Sicily
- un ospedale navale americano
- Un battaglione mobile del Genio Navale (i cosiddetti Seabee, da CBs - Construction Battalions)

Complessivamente vi sono stabilmente più di 4 000 persone tra militari, personale civile e familiari statunitense.

### MUOS e Global Hawk
A partire dalla fine della guerra fredda e col presentarsi di nuovi scenari strategici concentrati nel medio-oriente e con differenti tipologie di minacce rispetto al passato, il NAS Sigonella ha conosciuto un cambiamento di missione che ha portato, nel corso degli anni, a un profondo impatto in termini di personale militare presente e mezzi dislocati in loco e utilizzati. In particolare è stato chiuso lo squadrone elicotteri HC-4. Nel contempo si è andata via via potenziando una serie di missioni operative strategiche che hanno visto e vedranno in Sigonella un punto nevralgico. Tra queste spiccano la missione telecomunicazioni (con la controversa installazione di una stazione (Naval research test facility) del sistema di comunicazioni satellitari MUOS a Niscemi; la cui funzione occorre alla base di Sigonella), la missione Trasporto e Logistica (con l'ammodernamento degli hangar e dei depositi merci), il pattugliamento e la ricognizione a largo raggio con aerei senza pilota (droni) del tipo Global Hawk, per i quali sono stati approntate le strutture di supporto.
La U.S. Naval Computer and Telecommunication Station Sicily controlla, inoltre, la stazione radio base 'Ulmo' di contrada Ulmo, nel comune di Niscemi, dove si trovano 41 antenne per le comunicazioni radio HF, VLF ed ELF a lunga portata.

### La Joint Tactical Ground Station

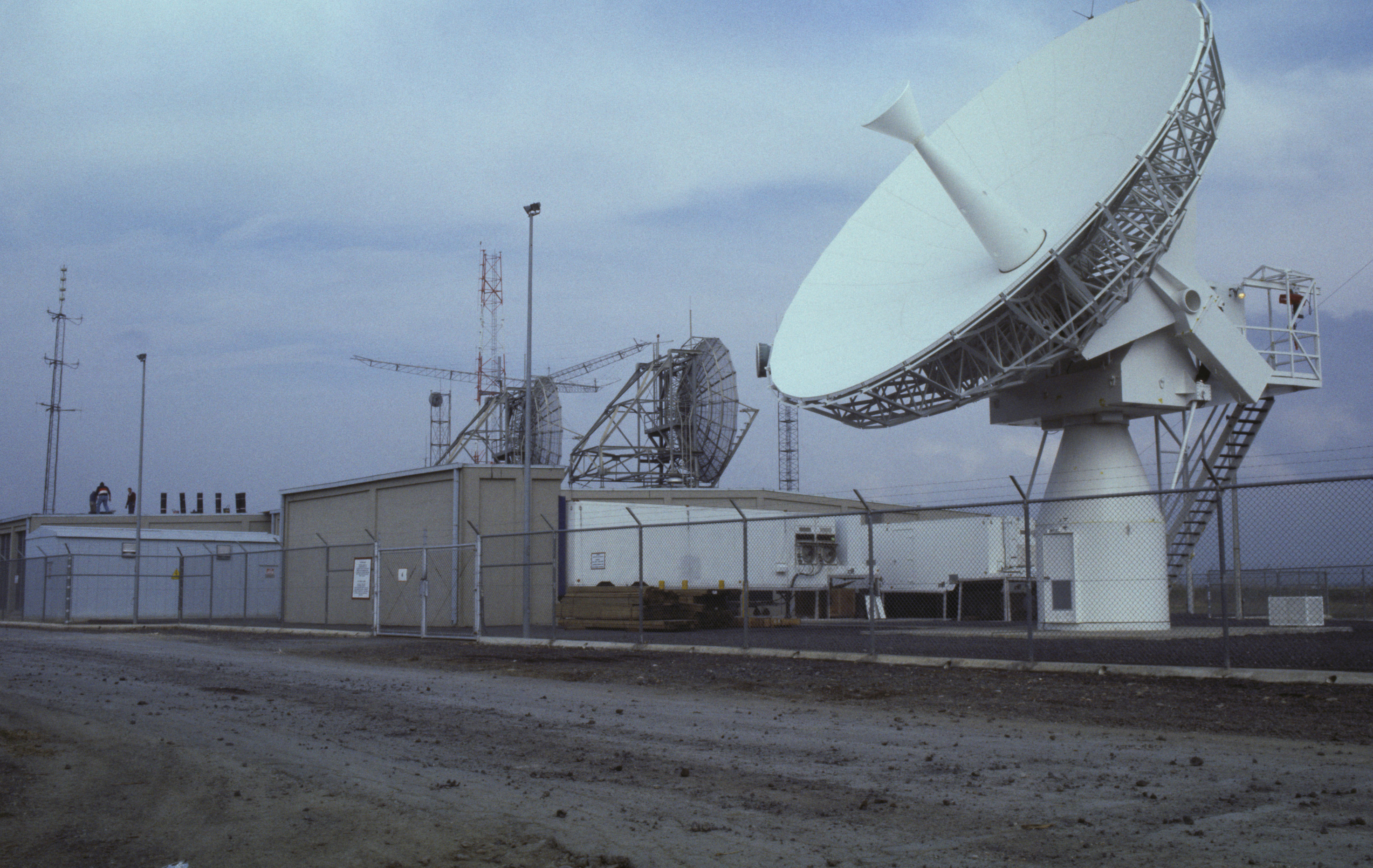
La Navy Communications Area Master Station nel 1987

Nel 1987 fu realizzata una stazione per le comunicazioni satellitari denominata Navy Communications Area Master Station.
Nel 2016 sono stati avviati e conclusi i lavori per la realizzazione a Sigonella della Joint Tactical Ground Station (abbreviato JTAGS): si tratta di una stazione con un sistema di ricezione e trasmissione satellitare che è in grado di prevedere il lancio di missili balistici con testate nucleari, chimiche, biologiche o convenzionali. JTAGS individua i missili che hanno una gittata compresa tra i 300 e i 3500 km (missili da teatro). Essa riceve e processa i dati che provengono dalla costellazione satellitare del Defense Support Program. Il suo scopo è dare l'allarme, individuare il punto esatto del lancio e permetterne la distruzione, ha spiegato il Pentagono. Per queste sue caratteristiche è stata definita come una sorta di «scudo protettivo». Tra i suoi altri ambiti, JTAGS opera con il Theater Event System (TES) e con il Comando per le operazioni spaziali USA. La JTAGS è affidato al controllo della 1st Space Company (proveniente dalla United States Army Space and Missile Defense Command). Attualmente la Joint Tactical Ground Station ha cinque distaccamenti nel mondo: due a Colorado Springs (sede principale della JTAGS), uno nel Texas, uno in Europa, uno tra la Corea del Sud e il Giappone.

## Comando AGS NATO

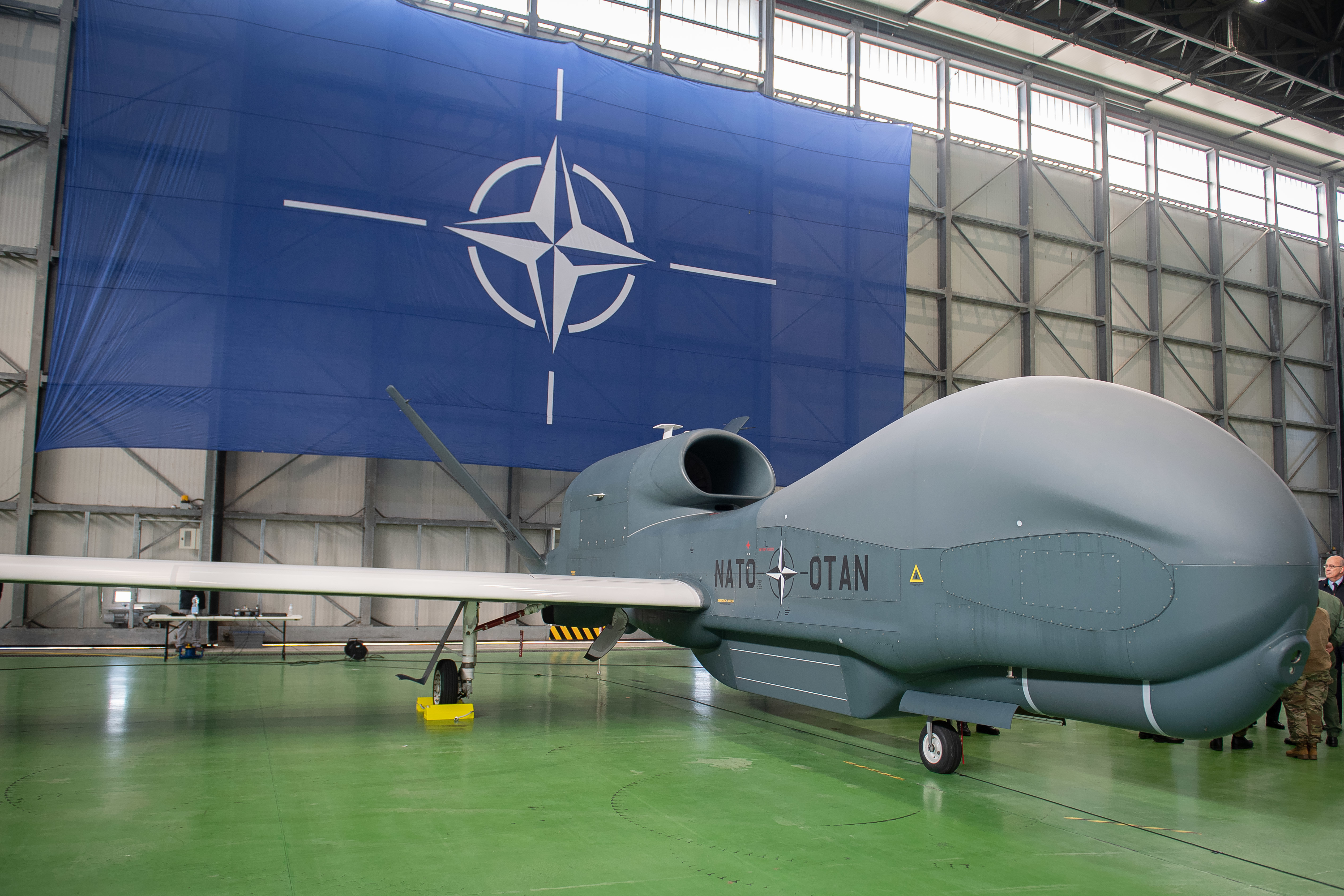
Uno dei 5 NATOR RQ-4D “Phoenix" presentati nel gennaio 2020 nell'hangar di Sigonella

L'aeroporto di Sigonella è stato scelto dalla NATO come base operativa principale dell'Alliance Ground Surveillance (AGS), un sistema di intelligence per acquisire una capacità di sorveglianza aerea e ricognizione del terreno, attraverso l'uso di droni. Sono state realizzati 14 edifici per alloggi e uffici per 800 militari e gli hangar di rimessaggio-attrezzaggio degli aeromobili senza pilota. Si tratta di cinque droni-spia RQ-4B Global Hawk Block-40 di ultima generazione, prodotti dalla holding statunitense Northrop Grumman, con un raggio d’azione di 16000 km, sino a 18 000 metri di altezza e a una velocità di 575 km/h. Il Comando della forza AGS NATO (NAGSF) si è insediato il 10 settembre 2018.